# ギスラン・クロケ
ギスラン・クロケ（Ghislain Cloquet、1924年4月18日 アントウェルペン - 1981年11月2日）は、ベルギー出身のフランスの撮影監督である。
ロベール・ブレッソン、ジャック・ドゥミの映像を支えた。ロマン・ポランスキー監督の『テス』（主演ナスターシャ・キンスキー）で アカデミー撮影賞、英国アカデミー賞撮影賞、セザール賞撮影賞などを受賞した。57歳没。

## 主な作品
- Saint-Tropez, devoir de vacances 1952年　監督ポール・パヴィオ　※撮影監督デビュー作
- 夜と霧 Nuit et brouillard (1955)
- 穴 Le Trou (1960)
- 墓場なき野郎ども Classe tous risques (1960)
- 勝負(かた)をつけろ Un nommé La Rocca (1961)
- 鬼火 Le Feu follet (1963)
- バルタザールどこへ行く Au hasard Balthazar (1966)
- ロシュフォールの恋人たち Les Demoiselles de Rochefort (1967)
- 少女ムシェット Mouchette (1967)
- めざめ Benjamin (1968)
- やさしい女 Une femme douce (1969)
- ロバと王女 Peau d'âne (1970)
- 夏の日のフォスティーヌ Faustine et le bel été (1971)
- ウディ・アレンの愛と死 Love and Death (1975)
- テス Tess (1979)
- いとしの君へ Chère inconnue (1980)
- フォー・フレンズ/4つの青春 Four Friends (1981) ※遺作